# Wereldkampioenschap softbal 2018
Het Wereldkampioenschap softbal 2018 was de 16e editie van dit softbaltoernooi dat voor voor vrouwenlandenteams werd georganiseerd en het derde dat onder auspiciën van de World Baseball Softball Confederation (WBSC) werd georganiseerd. De eerste dertien werden onder verantwoordelijkheid van de Internationale Softbal Federatie (ISF) georganiseerd. De Japanse honk- en softbalbond stond garant voor de plaatselijke organisatie.
Het toernooi vond van 2 tot en met 12 augustus plaats in stadions in Chiba, Ichihara, Narashino en Narita in de prefectuur Chiba. Het was na 1970 (Osaka) en 1998 (Fujinomiya) de derde keer dat dit kampioenschap in Japan plaatsvond.
Er namen zestien landenteams aan het toernooi deel. In de eerste ronde werden de teams verdeeld over twee groepen en speelden daarin een halve competitie. Daarna volgden de kampioenschapsronde met de groepsnummers 1-4 en de plaatsingwedstrijden (rangschikking 9-16) tussen de groepsnummers 5-8
Tienvoudig- en record wereldkampioen de Verenigde Staten was de titelverdediger, zij slaagden erin de titel te prolongeren. In de finale werd drievoudig wereldkampioen Japan, dat voor de elfde keer in de top-3 eindigde, met 7-6 (na tien innings) verslagen. Met het behalen van de titel plaatste de winnaar zich ook voor het softbaltoernooi op de Olympische Zomerspelen 2020. Als gastland is Japan automatisch geplaatst voor dit toernooi. Met de derde plaats voor Canada, was het erepodium een kopie van de editie van 2016, ook in 2010 vormden deze landen in deze volgorde het podium.
Het Nederlands softbalteam (Team Kingdom of the Netherlands) eindigde deze editie als achtste.

## Eerste ronde
De wedstrijden in de eerste ronde werden in Ichihara, Narashino en Narita gespeeld.
| Datum   | Winnaar          | Uitslag  | Verliezer     |
| ------- | ---------------- | -------- | ------------- |
| 03/08   | Taiwan           | 21-0 (4) | Zuid-Afrika   |
| 03/08   | Verenigde Staten | 5-2      | Mexico        |
| 03/08   | Puerto Rico      | 6-5      | Nederland     |
| 03/08   | Filipijnen       | 10-0 (4) | Zuid-Afrika   |
| 03/08   | Taiwan           | 7-4      | Nieuw-Zeeland |
| 04/08   | Puerto Rico      | 9-0 (5)  | Zuid-Afrika   |
| 04/08   | Mexico           | 2-0      | Filipijnen    |
| 04/08   | Verenigde Staten | 7-0 (5)  | Taiwan        |
| 04/08   | Nederland        | 10-5     | Nieuw-Zeeland |
| 04/08   | Puerto Rico      | 3-0      | Filipijnen    |
| 05/08   | Verenigde Staten | 11-0 (4) | Nederland     |
| 05/08   | Puerto Rico      | 12-11    | Taiwan        |
| 05/08   | Filipijnen       | 5-4      | Nederland     |
| 05/08   | Mexico           | 8-0 (5)  | Zuid-Afrika   |
| 05/08   | Verenigde Staten | 7-0 (5)  | Nieuw-Zeeland |
| 06/08   | Puerto Rico      | 9-0 (6)  | Mexico        |
| 06/08   | Nieuw-Zeeland    | 6-0      | Zuid-Afrika   |
| 06/08   | Nederland        | 6-5      | Taiwan        |
| 06/08   | Verenigde Staten | 12-0 (4) | Filipijnen    |
| 07/08   | Puerto Rico      | 4-1      | Nieuw-Zeeland |
| 07/08   | Taiwan           | 9-7      | Filipijnen    |
| 07/08   | Mexico           | 1-0      | Nederland     |
| 07/08   | Verenigde Staten | 7-0 (5)  | Zuid-Afrika   |
| 07/08   | Mexico           | 1-0      | Nieuw-Zeeland |
| 08/08   | Verenigde Staten | 8-1 (5)  | Puerto Rico   |
| 08/08   | Mexico           | 4-3      | Taiwan        |
| 09/08 * | Nederland        | 11-1 (5) | Zuid-Afrika   |
| 09/08 * | Nieuw-Zeeland    | 2-0      | Filipijnen    |

| # | Land             | W | V |         |
| - | ---------------- | - | - | ------- |
| 1 | Verenigde Staten | 7 | 0 |         |
| 2 | Puerto Rico      | 6 | 1 |         |
| 3 | Mexico           | 5 | 2 |         |
| 4 | Nederland        | 3 | 4 | 1 (6-5) |
|   |                  |   |   |         |
| 5 | Taiwan           | 3 | 4 | 0 (5-6) |
| 6 | Nieuw-Zeeland    | 2 | 5 | 1 (2-0) |
| 7 | Filipijnen       | 2 | 5 | 0 (0-2) |
| 8 | Zuid-Afrika      | 0 | 7 |         |

| Datum   | Winnaar          | Uitslag  | Verliezer        |
| ------- | ---------------- | -------- | ---------------- |
| 02/08   | Japan            | 9-0 (6)  | Italië           |
| 03/08   | Australië        | 7-1      | Venezuela        |
| 03/08   | Canada           | 7-0 (5)  | Groot-Brittannië |
| 03/08   | China            | 1-0      | Australië        |
| 03/08   | Canada           | 7-0 (6)  | Venezuela        |
| 03/08   | Japan            | 20-0 (3) | Botswana         |
| 04/08   | Australië        | 3-2 (8)  | Italië           |
| 04/08   | China            | 1-0      | Groot-Brittannië |
| 04/08   | Venezuela        | 8-0      | Botswana         |
| 04/08   | Canada           | 1-0      | Italië           |
| 04/08   | Japan            | 5-0      | China            |
| 05/08   | Italië           | 8-0 (5)  | Botswana         |
| 05/08   | Australië        | 2-0      | Canada           |
| 05/08   | China            | 6-0      | Venezuela        |
| 05/08   | Japan            | 6-0      | Groot-Brittannië |
| 06/08   | Australië        | 14-0 (4) | Botswana         |
| 06/08   | Canada           | 7-0 (6)  | China            |
| 06/08   | Italië           | 1-0      | Groot-Brittannië |
| 06/08   | Japan            | 7-2      | Venezuela        |
| 07/08   | Groot-Brittannië | 10-0 (4) | Botswana         |
| 07/08   | China            | 15-1 (4) | Botswana         |
| 07/08   | Italië           | 3-1      | Venezuela        |
| 07/08   | Australië        | 11-0 (5) | Groot-Brittannië |
| 07/08   | Japan            | 2-0      | Canada           |
| 08/08   | Canada           | 22-0 (3) | Botswana         |
| 08/08   | Italië           | 7-0 (5)  | China            |
| 09/08 * | Groot-Brittannië | 5-2      | Venezuela        |
| 09/08 * | Japan            | 8-1 (6)  | Australië        |

| # | Land             | W | V |         |
| - | ---------------- | - | - | ------- |
| 1 | Japan            | 7 | 0 |         |
| 2 | Australië        | 5 | 2 | 1 (2-0) |
| 3 | Canada           | 5 | 2 | 0 (0-2) |
| 4 | Italië           | 4 | 3 | 1 (7-0) |
|   |                  |   |   |         |
| 5 | China            | 4 | 3 | 0 (0-7) |
| 6 | Groot-Brittannië | 2 | 5 |         |
| 7 | Venezuela        | 1 | 6 |         |
| 8 | Botswana         | 0 | 7 |         |

* De wedstrijden van 9 augustus stonden oorspronkelijk voor 8 augustus op het programma, wegens weersomstandigheden konden deze geen doorgang vinden.

## Eindfase

### Kampioenschapsronde
De wedstrijden in de kampioenschapsronde werden in Chiba gespeeld.
| Datum | Winnaar          | Uitslag  | Verliezer   |  |
| ----- | ---------------- | -------- | ----------- |  |
| 10/08 | Mexico           | 1-0 (9)  | Italië      |  |
| 10/08 | Canada           | 8-1 (5)  | Nederland   |  |
| 10/08 |                  |          |             |  |
| 10/08 | Verenigde Staten | 3-1      | Australië   |  |
| 10/08 | Japan            | 7-0 (6)  | Puerto Rico |  |
|       |                  |          |             |  |
| 11/08 | Australië        | 2-1 (8)  | Mexico      |  |
| 11/08 | Canada           | 10-4     | Puerto Rico |  |
| 11/08 |                  |          |             |  |
| 11/08 | Canada           | 12-0 (4) | Australië   |  |
| 11/08 | Verenigde Staten | 4-3 (8)  | Japan       |  |
|       |                  |          |             |  |
| 12/08 | Japan            | 3-0      | Canada      |  |
| 12/08 |                  |          |             |  |
| 12/08 | Verenigde Staten | 7-6 (10) | Japan       |  |

### Plaatsingwedstrijden 9-16
De wedstrijden in de plaatsingsronde werden in Ichihara, Narashino en Narita gespeeld.
| Datum | Winnaar          | Uitslag | Verliezer        |  |
| ----- | ---------------- | ------- | ---------------- |  |
| 10/08 | Taiwan           | 8-1 (6) | Botswana         |  |
| 10/08 | China            | 3-0     | Zuid-Afrika      |  |
| 10/08 | Venezuela        | 4-0     | Nieuw-Zeeland    |  |
| 10/08 | Groot-Brittannië | 2-1     | Filipinen        |  |
|       |                  |         |                  |  |
| 11/08 | Taiwan           | 13-11   | Groot-Brittannië |  |
| 11/08 | China            | 8-2     | Venezuela        |  |
| 11/08 |                  |         |                  |  |
| 11/08 | Taiwan           | 6-4     | China            |  |

## Eindrangschikking
| Goud   | Verenigde Staten | 10-0 |    | 09               | Taiwan | 06-4 |
| Zilver | Japan            | 09-2 | 10 | China            | 06-4   |      |
| Brons  | Canada           | 08-3 | 11 | Groot-Brittannië | 03-6   |      |
| 04     | Australië        | 06-4 | 12 | Venezuela        | 02-7   |      |
| 05     | Puerto Rico      | 06-3 | 13 | Nieuw-Zeeland    | 02-6   |      |
| 06     | Mexico           | 06-3 | 14 | Filipijnen       | 02-6   |      |
| 07     | Italië           | 04-4 | 15 | Zuid-Afrika      | 00-8   |      |
| 08     | Nederland        | 03-5 | 16 | Botswana         | 00-8   |      |

## Nederlandse selectie
De selectie van het Nederlands softbalteam (Team Kingdom of the Netherlands) bestond uit zeventien vrouwen en stond, net als in 2016, onder leiding van Juni Francisca en zijn coachingstaf bestaande uit Marcel Schippers, Saskia Kosterink, Karen Ann Marr en Bart Hanegraaff. Na vier duels (waarvan een gewonnen en drie verloren) werd Francisca op non-actief gesteld en werd de coaching in handen van de drie laatst genoemde assistenten gelegd.
| Positie                        | Speelster          | geb.datum  | Club                                 |
| ------------------------------ | ------------------ | ---------- | ------------------------------------ |
| Werpers                        | Ilona Andringa     | 26-06-1996 | Olympia                              |
| Werpers                        | Marjolein Merkx    | 13-09-1992 | ROEF!                                |
| Werpers                        | Rebecca Soumeru    | 22-12-1981 | Sparks Haarlem                       |
| Werpers                        | Eva Voortman       | 29-11-1992 | Olympia / Ogaki Minamo (JPN)         |
| Werpers                        | Ginger de Weert    | 30-11-1990 | Sparks                               |
| Achtervangers                  | Dinet Oosting      | 15-05-1991 | Olympia                              |
| Achtervangers                  | Laura Wissink      | 07-07-1997 | Tex Town Tigers                      |
| Honkspeelsters (Binnenvelders) | Virgine Annevels   | 06-07-1989 | Olympia                              |
| Honkspeelsters (Binnenvelders) | Shareday Christina | 18-07-1992 | Olympia                              |
| Honkspeelsters (Binnenvelders) | Maxine van Dalen   | 15-03-1996 | Sparks                               |
| Honkspeelsters (Binnenvelders) | Soclaina van Gurp  | 23-09-1994 | DSS                                  |
| Honkspeelsters (Binnenvelders) | Britt Vonk         | 11-04-1991 | Terrasvogels / ScrapYard Dawgs (USA) |
| Buitenvelders                  | Jessie van Aalst   | 25-05-1992 | Olympia                              |
| Buitenvelders                  | Brenda Beers       | 13-12-1996 | Olympia                              |
| Buitenvelders                  | Wies Ligtvoet      | 28-12-1996 | ROEF!                                |
| Buitenvelders                  | Chantal Versluis   | 04-01-1988 | Sparks                               |
| Utility player                 | Damishah Charles   | 15-10-1997 | ROEF!                                |